# Platypalpus articulatus
Platypalpus articulatus är en tvåvingeart som beskrevs av Macquart 1827. Platypalpus articulatus ingår i släktet Platypalpus och familjen puckeldansflugor. Arten är reproducerande i Sverige. Inga underarter finns listade i Catalogue of Life.